# Dace Reinika
Dace Reinika z domu Gailīte (ur. 23 września 1958 w Madonie) – łotewska nauczycielka i polityk, w latach 2010–2011 posłanka na Sejm X kadencji. 

## Życiorys
Urodziła się w Madonie w rodzinie nauczycielskiej, ojciec Oļģerts był dyrektorem szkoły, matka Maruta zaś nauczycielką. W 1977 ukończyła muzyczną szkołę średnią w Kiesiu (specjalizacja: pianino), następnie zaś studia z dziedziny muzyki i śpiewu w Dyneburskim Instytucie Pedagogicznym (1981). W 2001 uzyskała stopień magistra pedagogiki w Łotewskim Uniwersytecie Rolniczym w Jełgawie. 
Po ukończeniu studiów w Dyneburgu podjęła pracę jako nauczycielka muzyki. Od 1991 była dyrektorem szkoły podstawowej im. Anny Brigadere w miejscowości Tērvete koło Dobele. Prowadziła wraz z mężem chór mieszany w Tērvete. Była uczestniczką, organizatorką oraz propagatorką świąt łotewskiej pieśni i tańca. 
Pełniła funkcję dyrektora departamentu w Ministerstwie Zabezpieczenia Społecznego. Zasiadała w radzie okręgu Tērvete. W wyborach w 2010 została wybrana posłanką na Sejm X kadencji z listy ZZS. 
Zamężna, mąż Artūrs jest nauczycielem muzyki i kompozytorem.